# Departamento de Junín

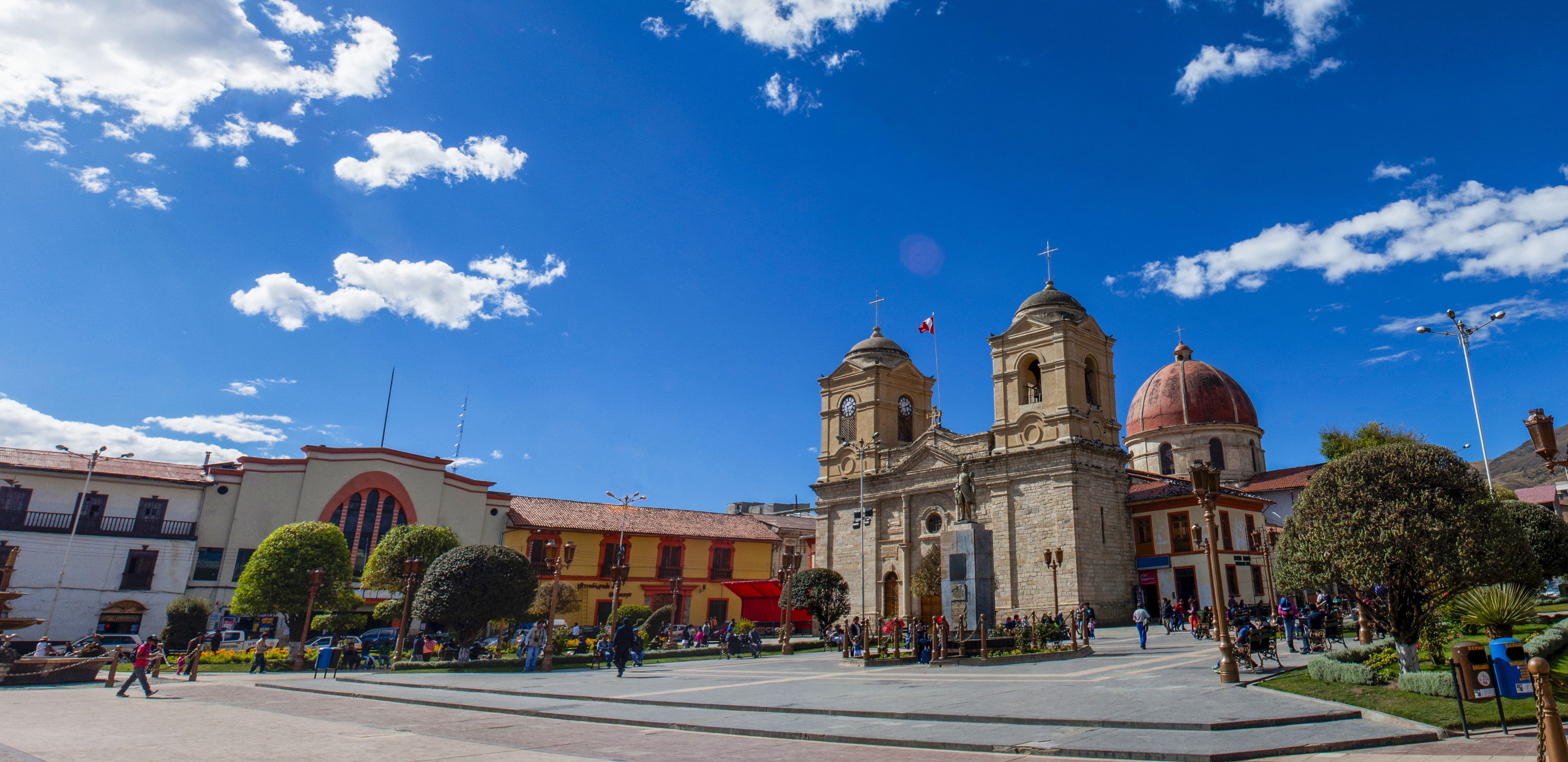
Huancayo, capital de Junín

Junín es un departamento de la República del Perú ubicado en el centro del país. Su territorio de 44 197 km² abarca una zona de la región andina al oeste y la zona oriental cubierta por la selva amazónica. Su capital y ciudad más poblada es Huancayo, ubicada al suroeste del departamento en el Valle del Mantaro.  Limita con otros seis departamentos: Pasco por el norte, Lima al oeste, Ayacucho y Huancavelica al sur, Cusco al sureste y Ucayali al noreste. El departamento fue creado a inicios de la república el 12 de febrero de 1 821 como el departamento de Tarma, sucesor de la circunscripción colonial de la intendencia de Tarma.

## onomástica
La palabra 'Junin' proviene del vocablo quechua Shunin, Xunin, Sunin o Suni. Su significado es de "zona alta y llana" o "lugar donde hace frío".

## Historia
Las llanuras de Ondores eran conocidas como la región Pumpush (habitaron las riberas del Lago Junín),  El imperio Wari llegó a tener sus dominios en partes del departamento, construyendo incluso un centro administrativo en Huarivilca. Luego, hasta la llegada del Inca el valle de Tarma fue habitado por los Taramas, siendo el poblado de Tarmatambo un centro administrativo importante. Mientras tanto, el valle del Mantaro fue habitado por los huancas. El inca Pachacútec conquistó estos pueblos en los años 1 460 incorporándolos al imperio inca. Uno de los episodios que la tradición oral ha rescatado, fue la masacre que Pachacútec infligió a los huancas que se levantaron contra el imperio. La tradición señala que el inca ordenó la mutilación de las dos manos a todos los varones y la mutilación de la mano derecha a todas las mujeres. Ese episodio tuvo lugar en la pampa de Maquinhuayo (actual distrito de Muquiyauyo), a cinco kilómetros al sur de la actual ciudad de Jauja.

### Época de la colonia
Durante el viaje de los conquistadores españoles hacia el Cusco, Francisco Pizarro fundó el 25 de abril de 1 534 la ciudad de Jauja bajo el nombre de «Santa Fe de Hatun Xauxa» utilizando la denominación quechua que los incas otorgaron a la localidad y estableciéndola como la primera capital de los territorios que iba conquistando. Durante el año 1 534 Pizarro y su tropa hicieron una prolongada etapa en el valle de Jauja antes de marchar hacia el Cuzco. Por esa época Jauja con su ameno clima era sede de enormes tampu o tambos (depósitos) en donde los incas habían acumulado alimentos, vestimentas y riquezas varias que permitieron a los españoles vivir holgadamente. Precisamente esta abundancia fue probablemente lo que les hizo recordar a la española Jauja, en la cual, según relata hiperbólicamente Lope de Rueda, las calles estaban empedradas con piñones y por ellas corrían arroyos de leche y de miel. Así se asentó la fama del valle del Mantaro, y más en concreto del País de Jauja. De hecho, se hizo popular la expresión «Esto es Jauja», que persiste en nuestros días en países hispanoparlantes y se aplica cuando en un lugar la riqueza está al alcance de la mano y la vida es fácil y sin restricciones. 
Las fábricas de lana (conocidas en español como obrajes) se crearon durante el virreinato. La ciudad de Tarma, fundada en 1 538, en el valle del río homónimo se convirtió en la mayor contribuyente de tejidos de la corona española y, con base en eso, fue declarada la capital de la intendencia de Tarma. El 3 de julio de 1 565, Lope García de Castro, gobernador provisional del Virreinato del Perú, creó el corregimiento de Jauja con su capital la llacta de Hatun Xauxa. Este corregimiento era dependiente de la intendencia de Tarma, que era la principal ciudad de la zona. El primer corregidor de Jauja fue el capitán Juan Larreinaga Salazar quien buscó un lugar más apropiado para trasladar la ciudad. El lugar original luego fue despoblado y demolido. El nuevo pueblo fue fundado el 6 de octubre de 1 565.
Se descubrió la zona minera de Yauli en 1 593 e incluso la llamaron el «Nuevo Potosí». En 1 742 estalló en la zona una rebelión organizada por Juan Santos Atahualpa cuyo propósito era restaurar el Imperio de los incas y expulsar a los españoles, llegando sólo a expulsar a los misioneros cristianos de la selva central. Antes del inicio del proceso independentista, un hito importante fue la juramentación de la Constitución liberal española de Cádiz en las plazas mayores de Jauja y Huancayo en 1813.

### Independencia y república

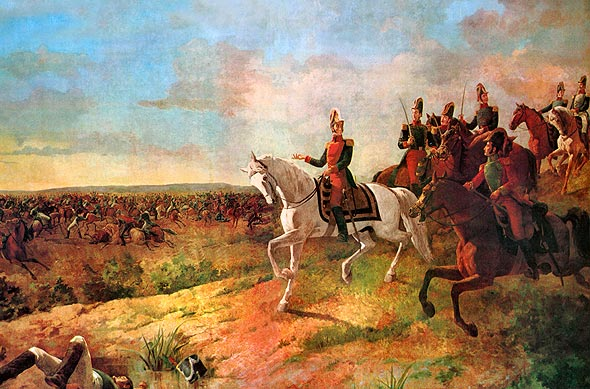
Batalla de Junín.

En Huancayo, la independencia fue proclamada el 20 de noviembre de 1 820. Durante la guerra por la independencia, las Heroínas Toledo, una madre y dos hijas de la actual Provincia de Concepción, al mando de un grupo de campesinos y ciudadanos armados con hachas y unos cuantos fusiles, impidieron el paso del adversario sosteniendo un duro combate, hasta lograr cortar las amarras de un puente cuando era cruzado por una vanguardia del ejército Español.
El 12 de febrero de 1 821, por mandato del llamado Reglamento Provisorio dictado por el libertador José de San Martín en Huaura, se creó el departamento de Tarma en reemplazo de la intendencia de Tarma, circunscripción territorial virreinal. Cada partido —circunscripción colonial equivalente a las actuales provincias— constituyó una provincia y el departamento de Tarma se estableció en los territorios de dos de los siete partidos que conformaron la antigua intendencia: Tarma y Jauja. Los otros cinco partidos (Huánuco, Huamalíes, Conchucos, Huaylas y Cajatambo) fueron organizados dentro del recién creado departamento de Huaylas. 
Dos años después, el departamento de Tarma deja de existir. El 4 de noviembre de 1 823, durante el gobierno de José Bernardo de Tagle, se dispone la unión de los territorios de las dos provincias que conforman el departamento con las que conformaban el departamento de Huaylas. La reunión de estas siete provincias se nombró como el primer departamento de Huánuco, que fuera precursor del actual departamento de ese nombre.
El 6 de agosto de 1 824, en las Pampas de Junín, se ganó una de las batallas más importantes de la historia americana, la batalla de Junín. Sólo 45 minutos duró el violento combate, donde mostraron coraje soldados trujillanos y lambayecanos que formaban el regimiento de caballería "Húsares de Junín" apoyados por campesinos de las zonas de Tarma y Huancayo.[cita requerida] Como consecuencia las ciudades de Tarma, Jauja y Huancayo dejaron de estar bajo control militar de los españoles. 
Luego de dos años y nueve meses, el dictador Simón Bolívar dispuso mediante Decreto Ley del 13 de septiembre de 1 825 renombrar al departamento de Huánuco como departamento de Junín en homenaje a la batalla ganada al ejército realista en la pampa cercana a la ciudad de Junín que pertenecía en ese momento a la provincia de Tarma. Este acto constituye la creación del actual departamento de Junín. La capital de este departamento se estableció nuevamente en la ciudad de Tarma aunque, posteriormente, la riqueza de Cerro de Pasco motivó que la capitalidad se trasladara a esa ciudad por decreto del 10 de junio de 1 859.
En 1835, el presidente Felipe Santiago Salaverry recreó el departamento de Huaylas mediante la escisión de las provincias de Huaylas, Conchucos y Cajatambo (esta última luego sería destinada al departamento de Lima) y su unión con las provincias costeñas que formaron el breve departamento de La Costa. Dos años después, tras la derrota de la Confederación Perú-Boliviana, Agustín Gamarra cambiaría el nombre de ese departamento por el de departamento de Áncash. 
En 1 839, los territorios del departamento volvieron a asumir importancia nacional cuando el congreso constituyente de ese año, convocado por el presidente Agustín Gamarra, estableció su sede en la ciudad de Huancayo y promulgó ahí la constitución de ese año. Quince años después, en la misma ciudad, el presidente Ramón Castilla firmaría los históricos decretos que abolían la esclavitud y acababan con el tributo indígena. En 1 864, debido a la importancia política y económica que logró esta ciudad, se crearía la provincia de Huancayo separándola de la provincia de Jauja.
El 24 de enero de 1 869, durante el gobierno de José Balta, se crea el actual departamento de Huánuco mediante la escisión de las provincias de Huánuco y Huamalíes.
En la guerra con Chile, el departamento hizo contribución de material humano y recursos económicos, gran parte del valle del Mantaro fue bastión de resistencia contra el ejército chileno, bajo el mando de Andrés Avelino Cáceres.
El 15 de enero de 1 931 según Decreto Ley N° 7001 expedido por el presidente Luis Miguel Sánchez Cerro, se dispuso el cambio de la capital por lo que Cerro de Pasco dejó de tener esa calidad, la misma que pasó a la ciudad de Huancayo. Conforme lo señala la norma legal, el motivo este cambio era que las condiciones geográficas de Cerro de Pasco impedían que los funcionarios pudieran ejercer cabalmente sus funciones debido a la altura de la misma lo que impedía que se establecieran centros de educación superior además que era perjudicial para los niños. Como consecuencia de esta disposición, Huancayo se consolidó durante el siglo XX como la principal ciudad del departamento y la más poblada.
En 1 944, mediante Ley N° 10030, se creó el departamento de Pasco escindiendo la parte norte del departamento conformada por la provincia de Cerro de Pasco así como los territorios que conformarían las provincias de Daniel A. Carrión y Oxapampa que fueron creadas mediante esa misma ley.

## Geografía y clima
Ubicación geográfica
| Noroeste: Lima / Pasco                   | Norte: Lima / Pasco / Ucayali               | Nordeste: Pasco / Ucayali                |
| Oeste: Lima                              |                                             | Este: Ucayali / Cusco                    |
| Suroeste: Lima / Huancavelica / Ayacucho | Sur: Lima / Huancavelica / Ayacucho / Cusco | Sureste: Huancavelica / Ayacucho / Cusco |

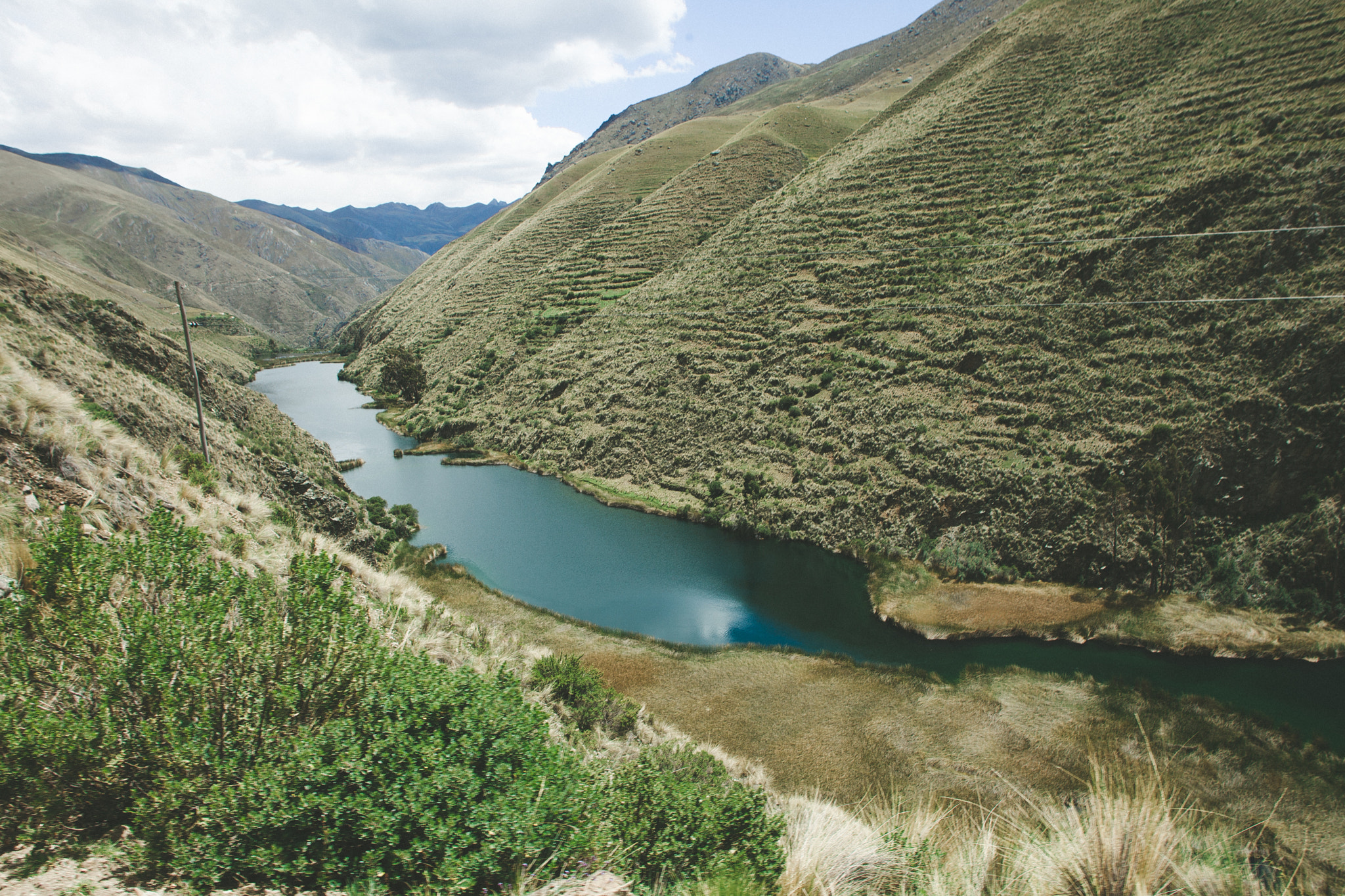
Espacios perdidos en Huancayo.

Su clima (valles y quebradas a menos de 3500 m s.n.m.) es templado y seco con marcadas diferencias de temperatura entre el día, en que sube hasta 25 °C, y la noche, cuando baja hasta 5 °C, siendo la época de lluvias entre noviembre y abril. En la sierra alta (altiplanos y la cordillera a más de 3600 m s.n.m.) el clima es frío y seco con temperaturas que descienden a menos de 0 °C. La zona de selva, provincias de Chanchamayo y Satipo, tienen clima tropical, cálido y húmedo con lluvias intensas de noviembre a marzo y temperaturas que superan los 25 °C.
- Longitud oeste: entre meridianos 75° 1' 8" y 76° 31' 8".
- Clima: es el departamento dotado de todos los climas y riquezas, aunque en la sierra baja (pisos ecológicos de Yungas y Quechua), su clima es templado y en la sierra alta (pisos ecológicos de Suni, Punas y Cordilleras), su clima es frío. En Tarma y el Valle del Mantaro, la época lluviosa va de octubre a abril. La zona de selva, Satipo, San Ramón y La Merced, tienen clima tropical con lluvias intensas de noviembre a marzo.

- Lagos más importantes: Lago Chinchaycocha o de Junín, Laguna de Paca.
- Ríos más importantes: Mantaro, Ene, Perené, Tambo, Chanchamayo, Tarma, Tulumayo y Satipo.
- Nevados: Tunsho (5730 m s.n.m.), Antachape (5700 m s.n.m.), Sullcón (5650 m s.n.m.) y Huaytapallana (5557 m s.n.m.).
- Cordilleras: Cordillera Huaytapallana y Cordillera La Viuda
- Abras: Negro Bueno (a 4630 m s.n.m.) en Concepción; Acopalca (a 4600 m s.n.m.) en Huancayo; Anticona (a 4818 m s.n.m.) en Yauli.
-  Pongos: Paquipachango (a 5768 m s.n.m.) en Pariacaca; Tambo (a 5350 m s.n.m.) en Alcoy.

## Demografía

### Ciudades más pobladas
A continuación una tabla con las principales ciudades del departamento de Junín:

## Provincias
El departamento de Junín abarca las siguientes provincias:

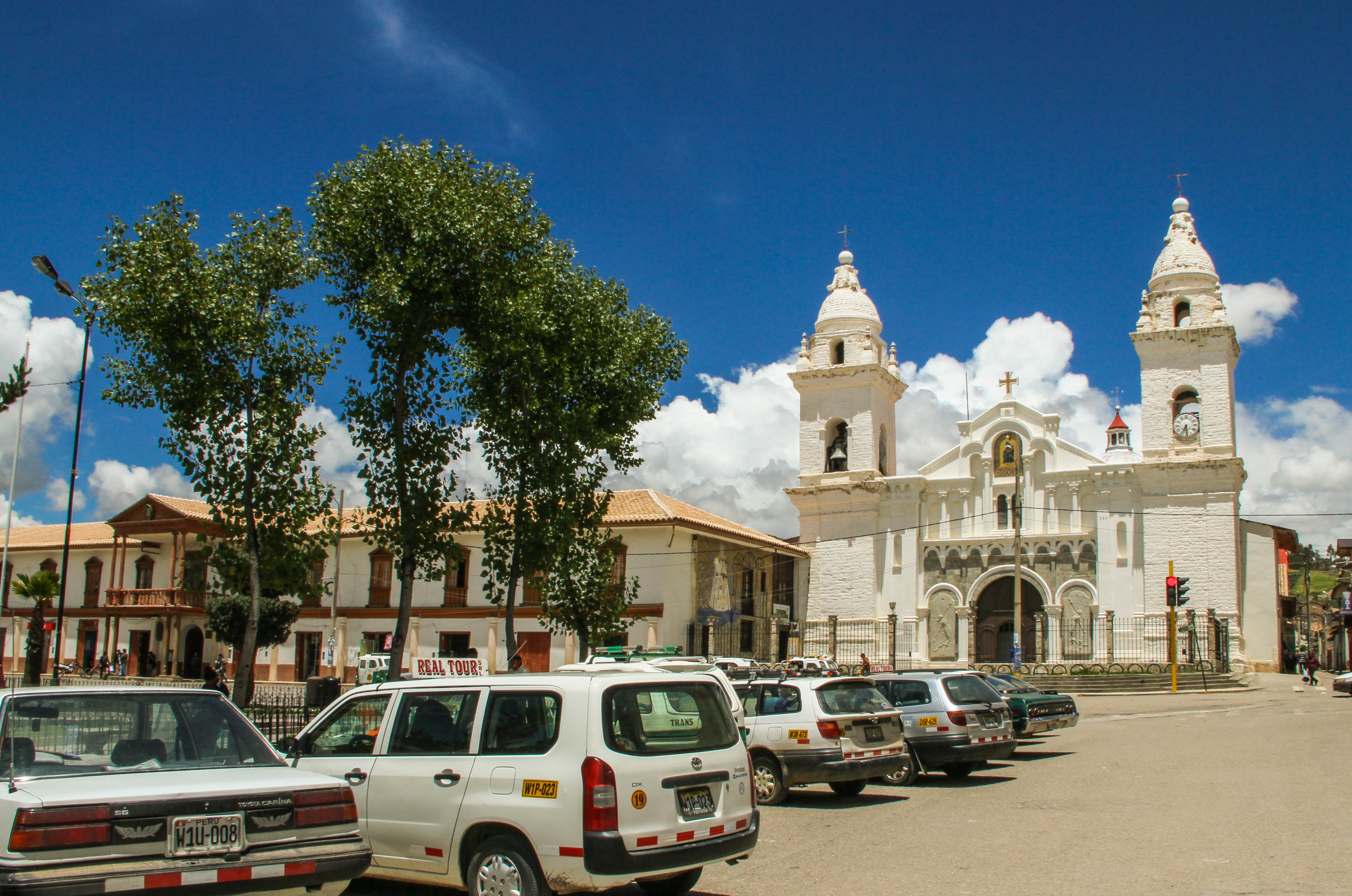
Plaza de Armas de Jauja.

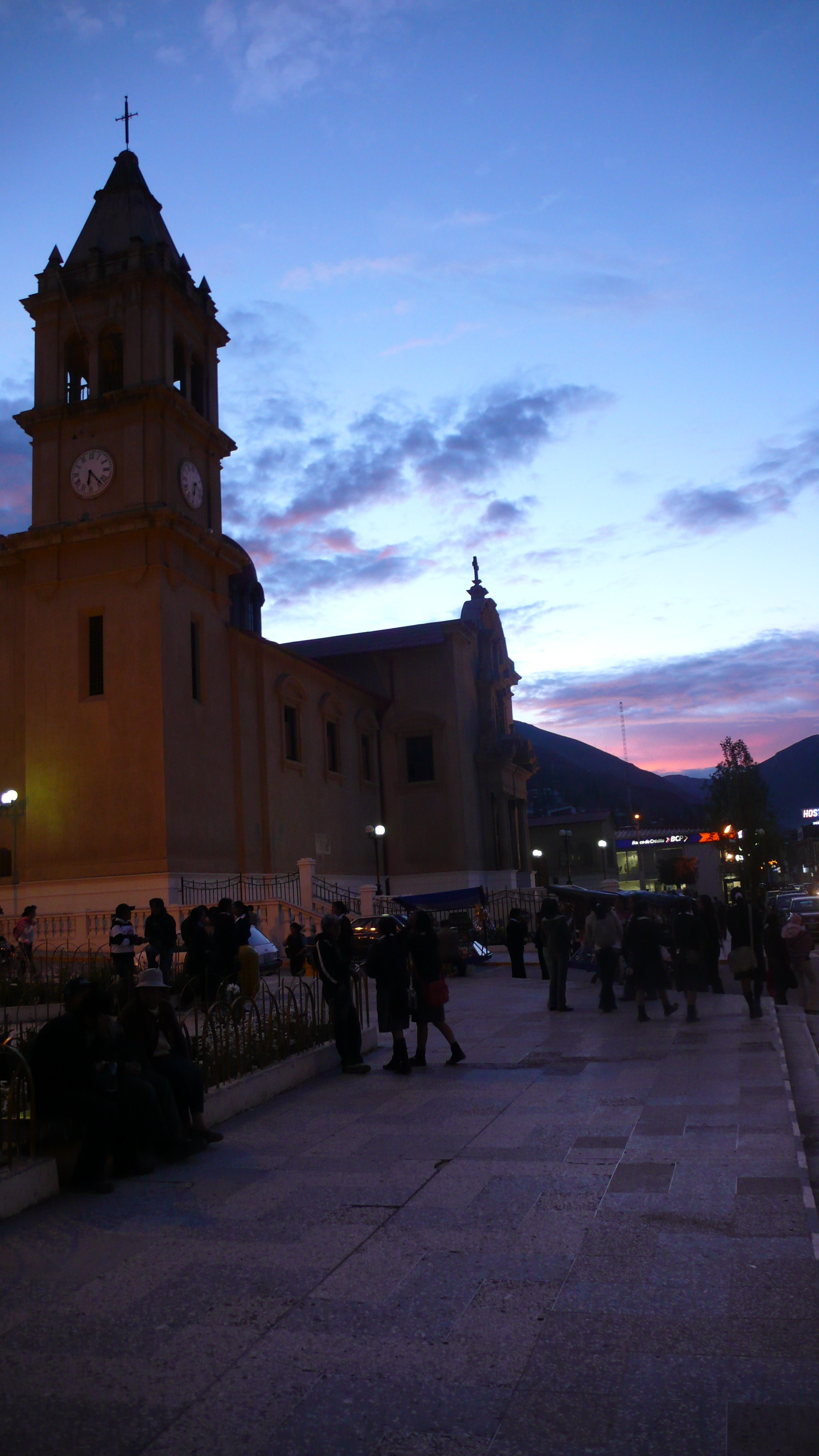
Iglesia en la Plaza de Armas de Tarma.

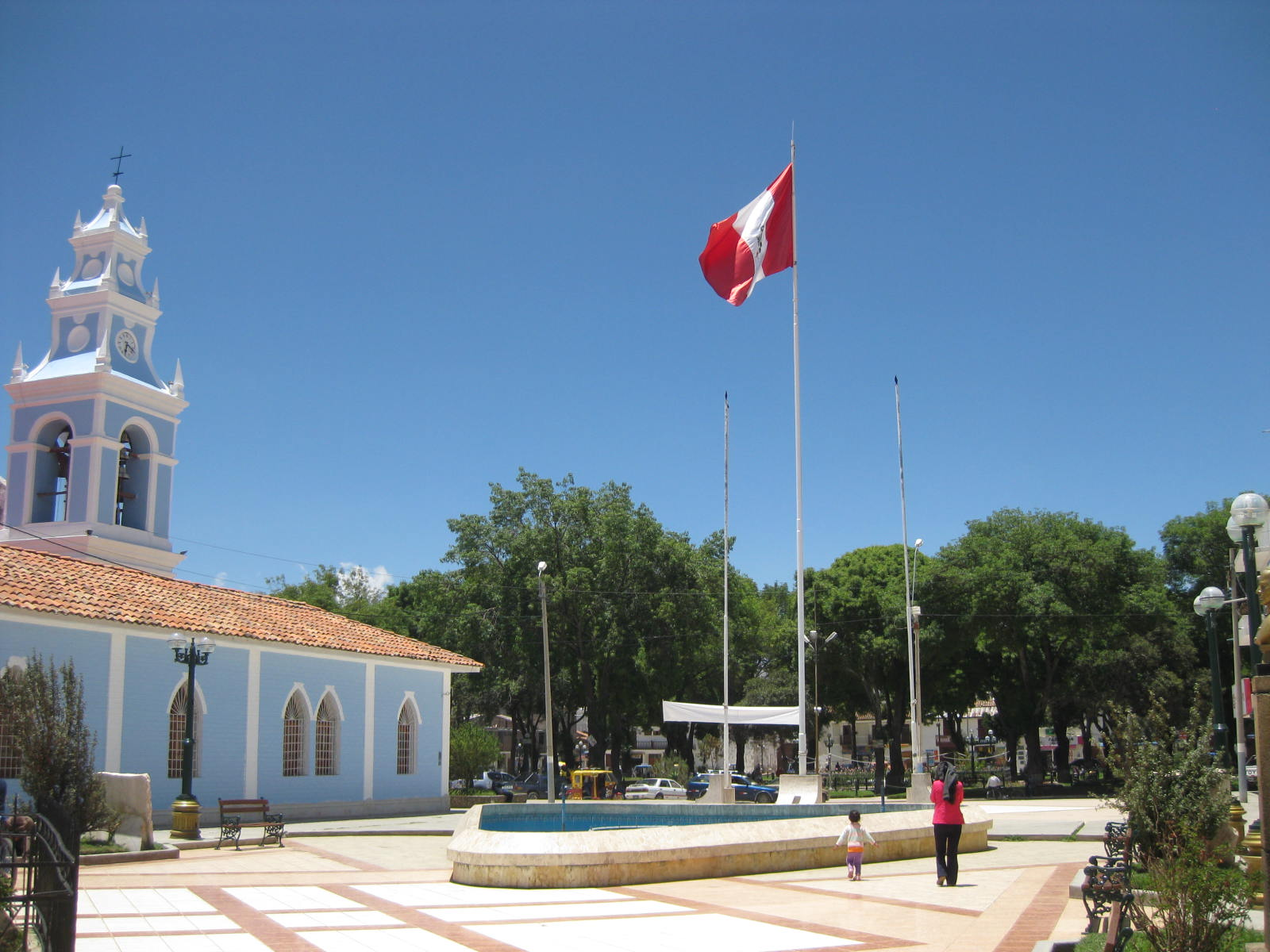
Plaza Concepción en la provincia homónima.

| Provincias del departamento de Junín |             |            |                      |           |                 |                |                    |      |
| Ubigeo                               | Provincias  | Capitales  | Alcalde/sa           | Distritos | Superficies km² | Población 2020 | Altitud m s. n. m. | Mapa |
| 1201                                 | Huancayo    | Huancayo   | Dennys Cuba Rivera   | 28        | 3 561.30        | 595 183        | 3 245              |      |
| 1202                                 | Concepción  | Concepción | Wilson Vidal         | 15        | 3 075.34        | 59 138         | 3 286              |      |
| 1203                                 | Chanchamayo | La Merced  | Hermenegildo Navarro | 6         | 4 725.48        | 167 385        | 775                |      |
| 1204                                 | Jauja       | Jauja      | Ángel Huamán         | 34        | 3 749.10        | 88 405         | 3 389              |      |
| 1205                                 | Junín       | Junín      | Elio Zevallos        | 4         | 2 487.31        | 22 757         | 4 113              |      |
| 1206                                 | Satipo      | Satipo     | César Merea Tello    | 9         | 19 219.48       | 239 105        | 628                |      |
| 1207                                 | Tarma       | Tarma      | Faty Jiménez         | 9         | 2 749.16        | 91 849         | 3 059              |      |
| 1208                                 | Yauli       | La Oroya   | Edson C. Ortega      | 10        | 3 617.35        | 40 041         | 3 725              |      |
| 1209                                 | Chupaca     | Chupaca    | Luis Bastidas        | 9         | 1 144.28        | 57 604         | 3 281              |      |

## Áreas protegidas
- Áreas de uso directo:
  - Bosque de protección Pui-Pui[25]
  - Reserva comunal Asháninka
  - Reserva nacional de Junín
  - Reserva paisajística Nor Yauyos - Cochas[26]
  - Área de conservación regional Huaytapallana[26]

- Áreas de uso indirecto:
  - Santuario nacional Pampa Hermosa
  - Santuario histórico de Chacamarca[27]
  - Parque nacional Otishi[26]
- Reservas de biosfera:
  - Bosques de Neblina - Selva Central[28]
  - Avireri-Vraem[28]

## Situación ambiental
Entre los problemas ambientales que presenta el departamento de Junín se encuentran: contaminación del agua, contaminación del aire, contaminación del suelo, pérdida de biodiversidad y deficiente fiscalización ambiental.
De acuerdo con el análisis de muestras de agua potable realizadas en 2012 por la Dirección Regional de Salud de Junín, se evidenció que el 56% de los 800 mil pobladores de la región bebe agua no apta para el consumo humano, debido a la presencia de metales pesados. Así mismo, en 2014 la Autoridad Administrativa del Agua Mantaro informó que se identificaron más de 800 puntos de fuentes hídricas contaminadas, entre los que se encuentran; ríos, lagunas y lagos, teniendo como como fuentes de contaminación a las actividades mineras, el vertimiento de aguas servidas de la población e industrias.

## Autoridades

### Regionales
Como todos los otros departamentos del Perú y la Provincia Constitucional del Callao, constituye una región con un Gobierno Regional propio. Además constituye un distrito electoral que elige cinco congresistas.
En las Elecciones municipales de Junín 2022 el elegido para presidir el poder ejecutivo municipal-regional de Junín fue Zósimo Cárdenas para el periodo 2023-2026, lo mismo para el poder legislativo municipal regional juninense fueron elegidos 13 candidatos para legislar en el consejo deliberante de Junín y el periodo es igual al del gobierno regional.

Distribución de escaños para el consejo deliberante de Junín para el periodo 2023/26

| Gobierno juninense | Gobierno juninense | Gobierno juninense |
| ------------------ | ------------------ | --- |
| Periodo            | Gobernador/ra      | Zósimo Cárdenas |
| Periodo            | Vicegobernador/ra  | Milagros Inche |
| (2023-2026)        | Consejeros         | 1. Huancayo - Kely Flores - Lucero Huamancaja - Norma Valdivia 2. Concepción - María Maldonado 3. Chanchamayo - Ismael Robles - Yoner Ambicho 4. Chupaca - Yoni Balbín 5. Jauja - Alejandro Barrera 6. Junín - Rafael Gonzáles 7. Satipo - Maritza Loles Cristina - Maribel Valencia 8. Tarma - Luis Morales 9. Yauli - Luis Basaldúa |

  1   Alianza para el Progreso  2   Junín Renace
  8   Sierra y Selva Contigo Junín  2   Caminemos Juntos por Junín

### Militares
- Ejército del Perú: general de brigada Víctor Humberto Huertas Ponce, Jefe de la 31ava brigada de Infantería del Ejército Peruano.

### Policiales
- Director de la Sexta Macro Región Policial Junín - Pasco - Huancavelica: general PNP. Alejandro Washington Oviedo Echevarría

### Religiosas
De la religión católica:
- Cardenal Luis Alberto Huamán Camayo (Arzobispo de Huancayo).[35]

## Educación
Como parte de la infraestructura educativa se cuenta con lo siguiente:
- Colegios públicos y privados:

- Total: 3113;
- Educación inicial: 712;
- Educación primaria: 1941;
- Educación secundaria: 460;

- Universidades:
  - Universidad Nacional del Centro del Perú,  (UNCP)
  - Universidad Peruana Los Andes (UPLA),
  - Universidad Continental de Ciencias e Ingeniería  (UCCI),
  - Universidad Alas Peruanas (UAP),
  - Universidad Nacional Autónoma Altoandina de Tarma (UNAAT),
  - Universidad Nacional Intercultural de la Selva Central Juan Santos Atahualpa (UNISCJSA),

## Economía
Los suelos agrícolas del valle del Mantaro son sumamente productivos (papa, maíz, habas). En ellos se cría ganado vacuno y lana y al mismo tiempo, se desarrolla una serie de industrias locales de tejidos, derivados lácteos y artesanía.[cita requerida]
En el valle tropical de Chanchamayo se produce café, frutales y maderas de excelente calidad. En La Merced se cultiva uña de gato de importancia médica a nivel mundial. Además, se cosechan muy buenos cítricos, paltas y muchos otros frutales.[cita requerida]
Por otro lado, en La Oroya está la fundición de minerales más grande del Perú.[cita requerida]
El departamento recibe energía de las centrales hidroeléctricas del Mantaro y Malpaso, ambas utilizando las aguas del río Mantaro.

## Cultura

### Turismo
Junín tiene varias ferias y fiestas patronales siendo la más importante la Feria Dominical de Huancayo que se realiza semanalmente en la Avenida Huancavelica de la ciudad de Huancayo.  El valle del Mantaro ofrece paisajes naturales como la laguna de Paca. En el distrito de Ingenio, provincia de Huancayo se encuentra un criadero de truchas y en el distrito de San Jerónimo de Tunán radican varios artesanos en filigrana de plata y en el distrito de Hualhuas, de tejedores.

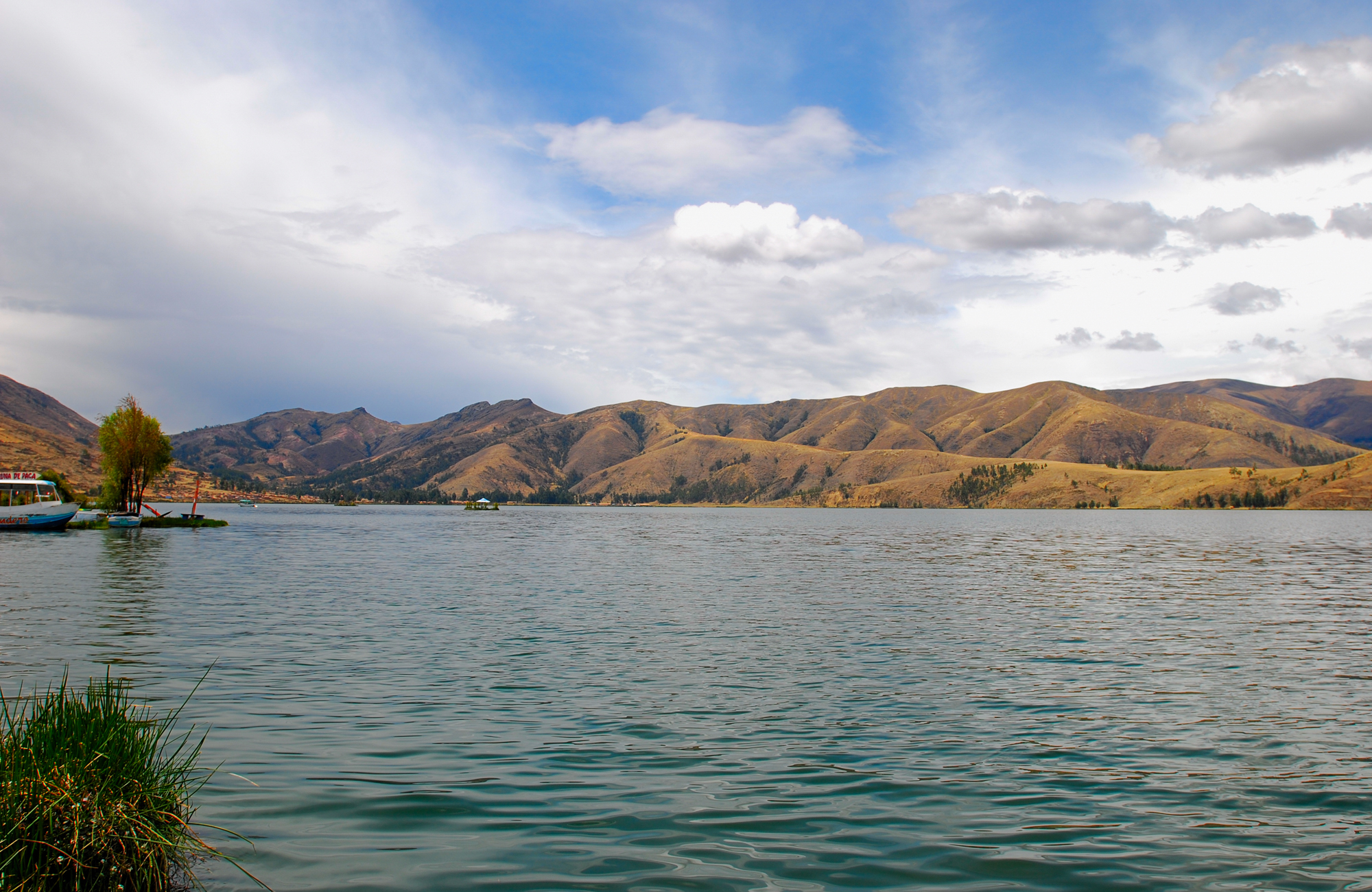
Laguna de Paca en Jauja

El Convento de Ocopa, en el distrito de Santa Rosa de Ocopa, provincia de Concepción, tiene una biblioteca colonial. Destaca también el mirador con la efigie de la Virgen María, pudiendo subir por una escalera interior hasta la cabeza de la misma desde donde se puede tener una agradable vista al valle.
El nevado Huaytapallana está situado cerca a Huancayo. Últimamente se viene trabajando el turismo en la laguna Ñahuimpuquio a 5 km de Chupaca, que está a 8 km de Huancayo.
Tarma fue la ciudad del centro del Perú de mayor importancia durante los tiempos coloniales e inicios de la república. Fue capital de la intendencia de Tarma y del departamento de Tarma. Mantiene arraigadas costumbres religiosas, que encuentran su máxima expresión en Semana Santa, cuando las calles de su centro histórico se llenan de alfombras de flores multicolores. Aquí se encuentran el santuario del Señor de Muruhuay cerca al poblado de Acobamba, el valle de Palcamayo, la gruta de Huagapo que es de las cuevas de mayor profundidad en América del Sur y San Pedro de Cajas.
La parte selvática incluye a San Ramón en la provincia de Chanchamayo con su catarata El Tirol, La Merced, el mirador Cerro La Cruz, las cataratas de Bayoz y Velo de la Novia así como la quebrada de Río Colorado. En la provincia de Satipo, Puerto Ocopa es un lugar para pescar (es posible ver la unión de los ríos Perené y Pangoa, que dan nacimiento al río Tambo) y el Gran Pajonal. Destaca también la Misión de Cutivireni, a orillas del río del mismo nombre, donde hay cataratas formadas por los afluentes del río Cutivireni, de cientos de metros de caída.[cita requerida] A 30 minutos por avioneta o 4 horas de camino a pie se encuentra el Santuario Nacional Asháninka de Cutivireni, donde se puede visitar las aldeas de esta tribu y explorar los territorios de densa vegetación e interesante fauna silvestre.[cita requerida]

### Sitios arqueológicos

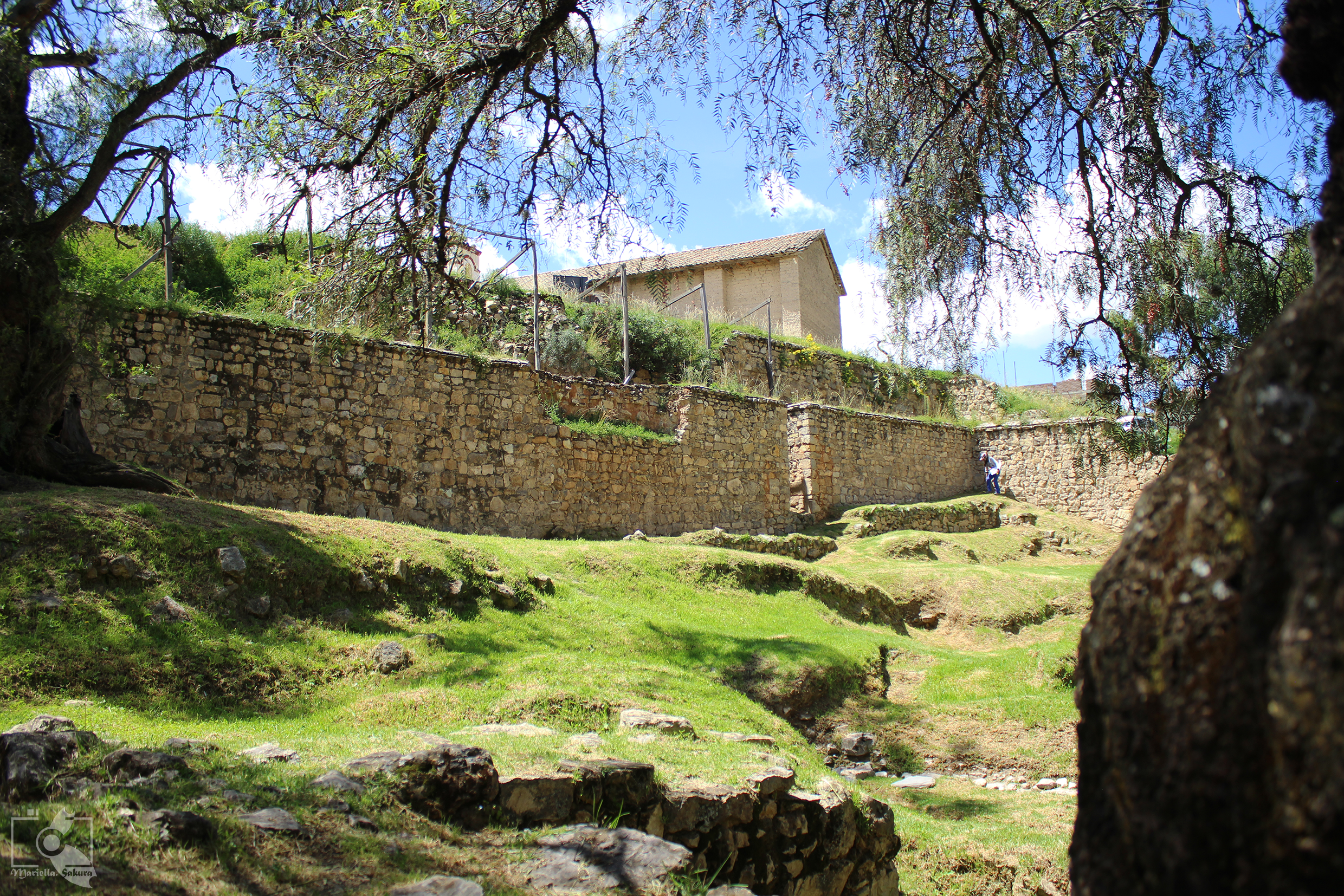
Harihuilca en Huancayo.

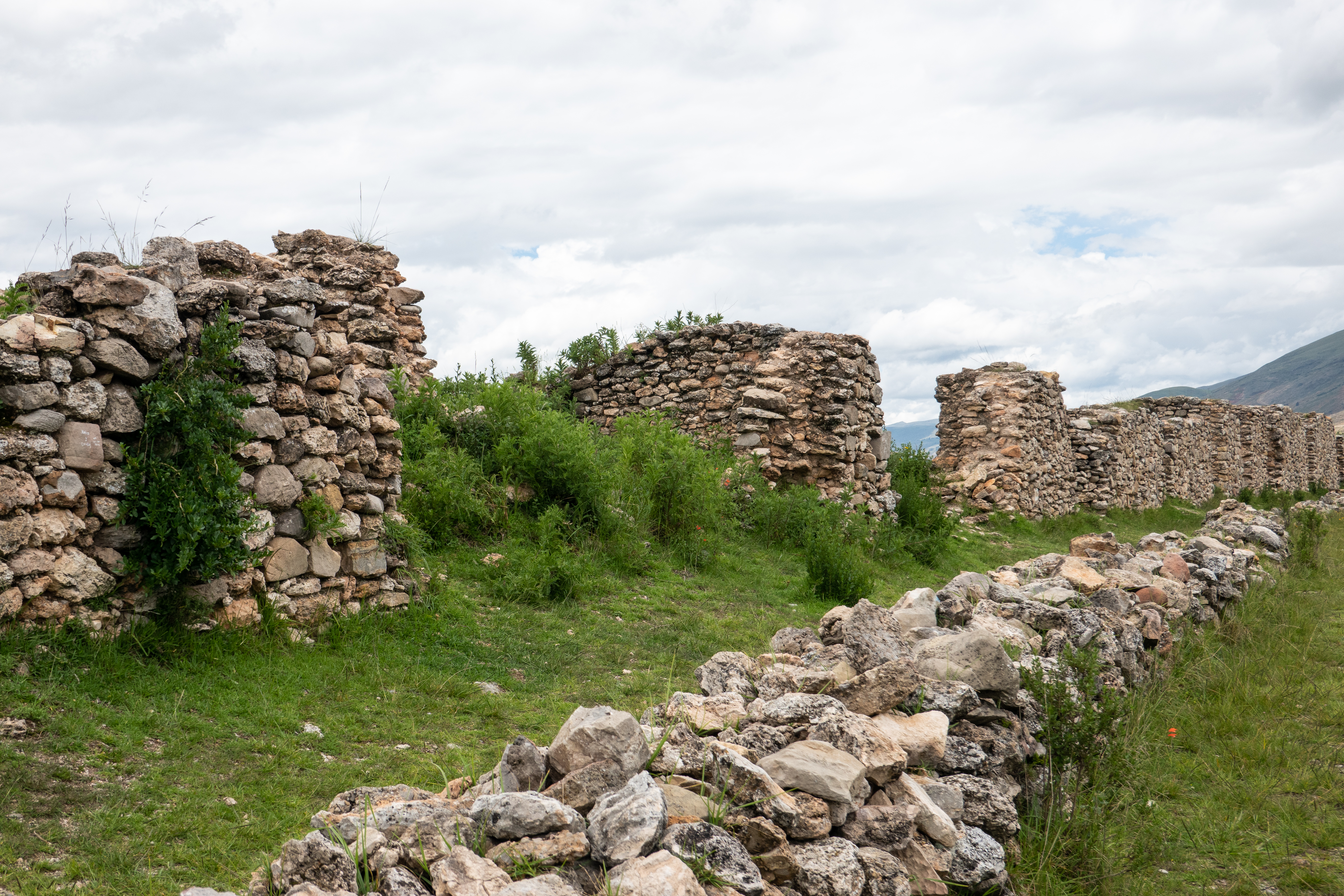
Complejo arqueológico de Arhuaturo en la Provincia de Chupaca.

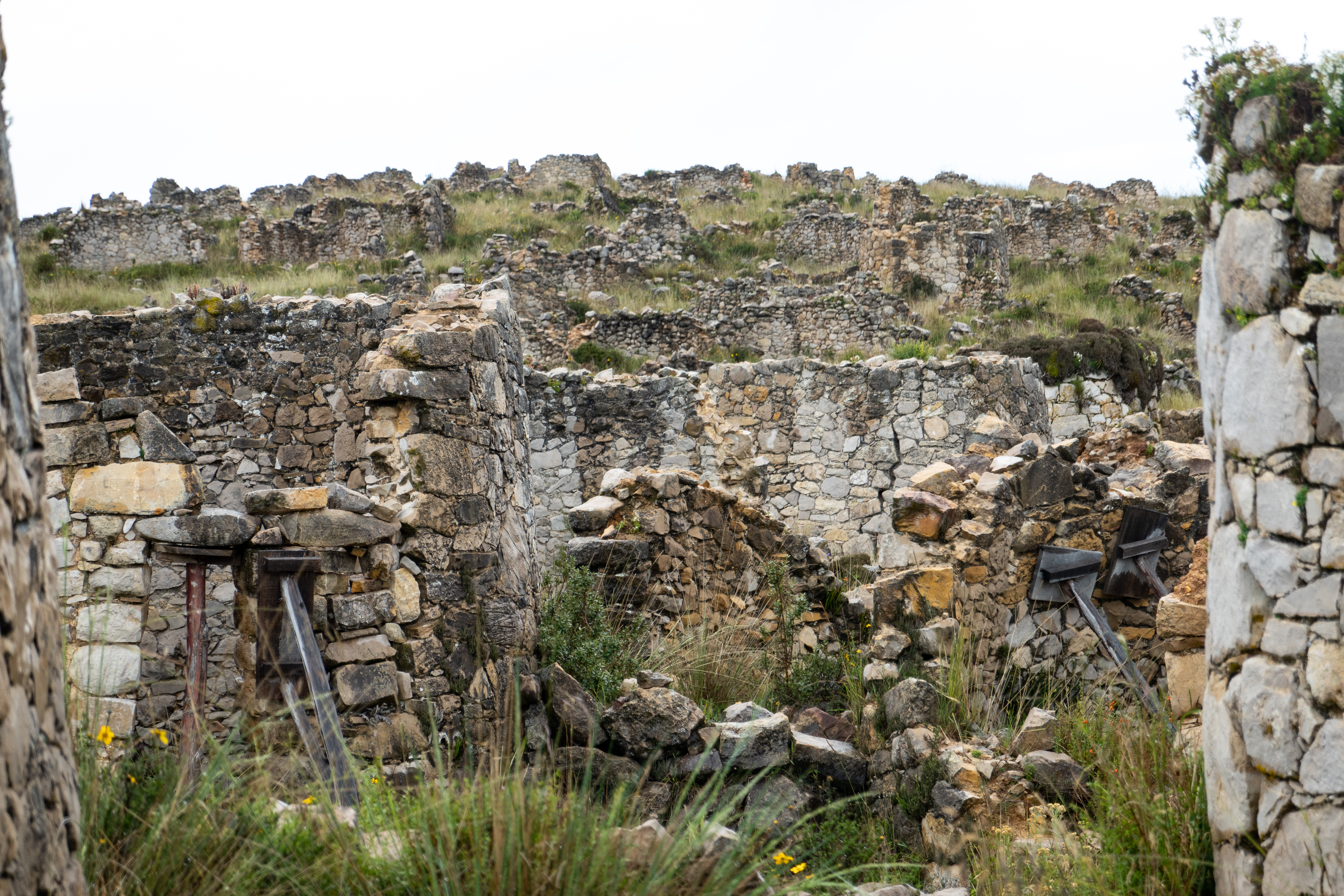
Centro arqueológico de Tunanmarca en la Provincia de Jauja.

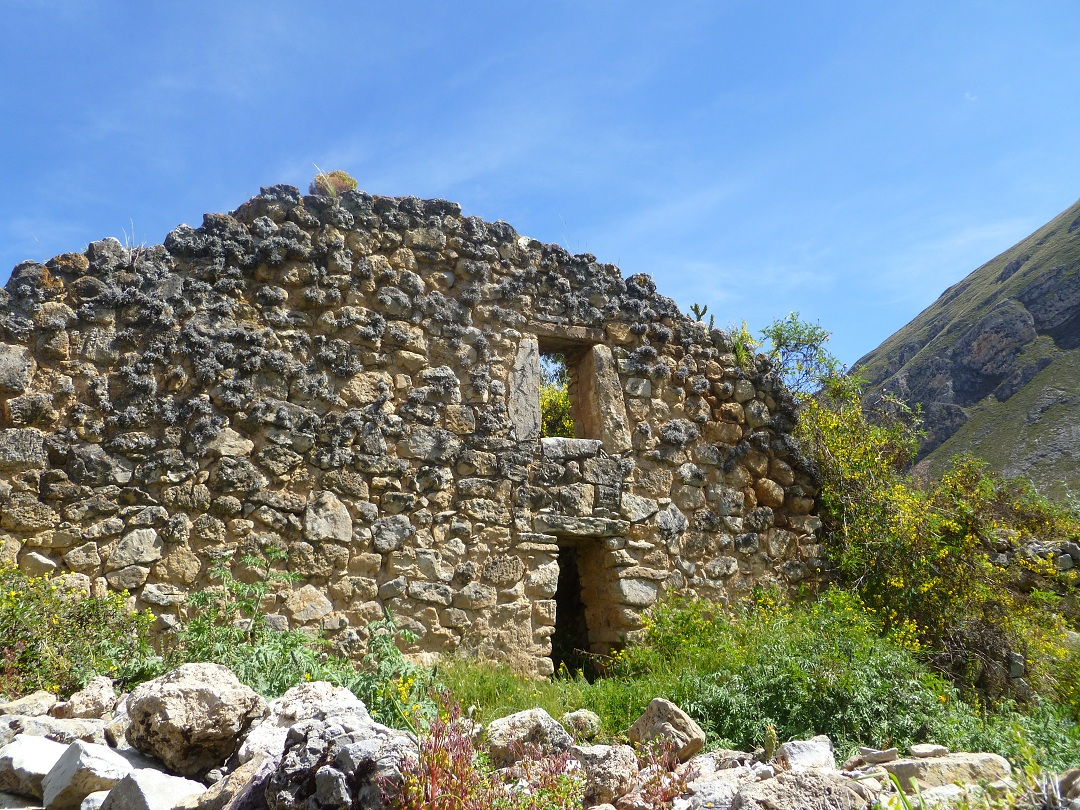
Complejo arqueológico de Tarmatambo en la Provincia de Tarma.

Junín posee muchas zonas arqueológicas descubiertas y quedan otras por descubrir y documentarlos y poner en las pantallas digitales para entender algo más de su pasado.
Los principales sitios arqueológicos son: Huarihuilca, Tunanmarca, Hatun Xauxa, Arwaturo, Tarmatambo, Telarmachay, Tsimeri, Cachipuquio, Umacoto (Sicaya), Coto Coto, Hatunmalca, Huacllimarca, Huajlasmarca, Huancas, Pueblo Viejo, Shucushmarca, Quinlliyoc, Umpamalca, Watury (Huachac), Ruinas de Sichriacuto (Pucucho), etc

### Sitios naturales

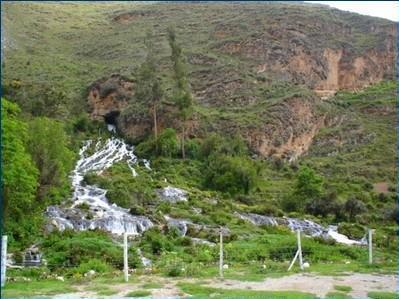
Gruta de Huagapo en Tarma.

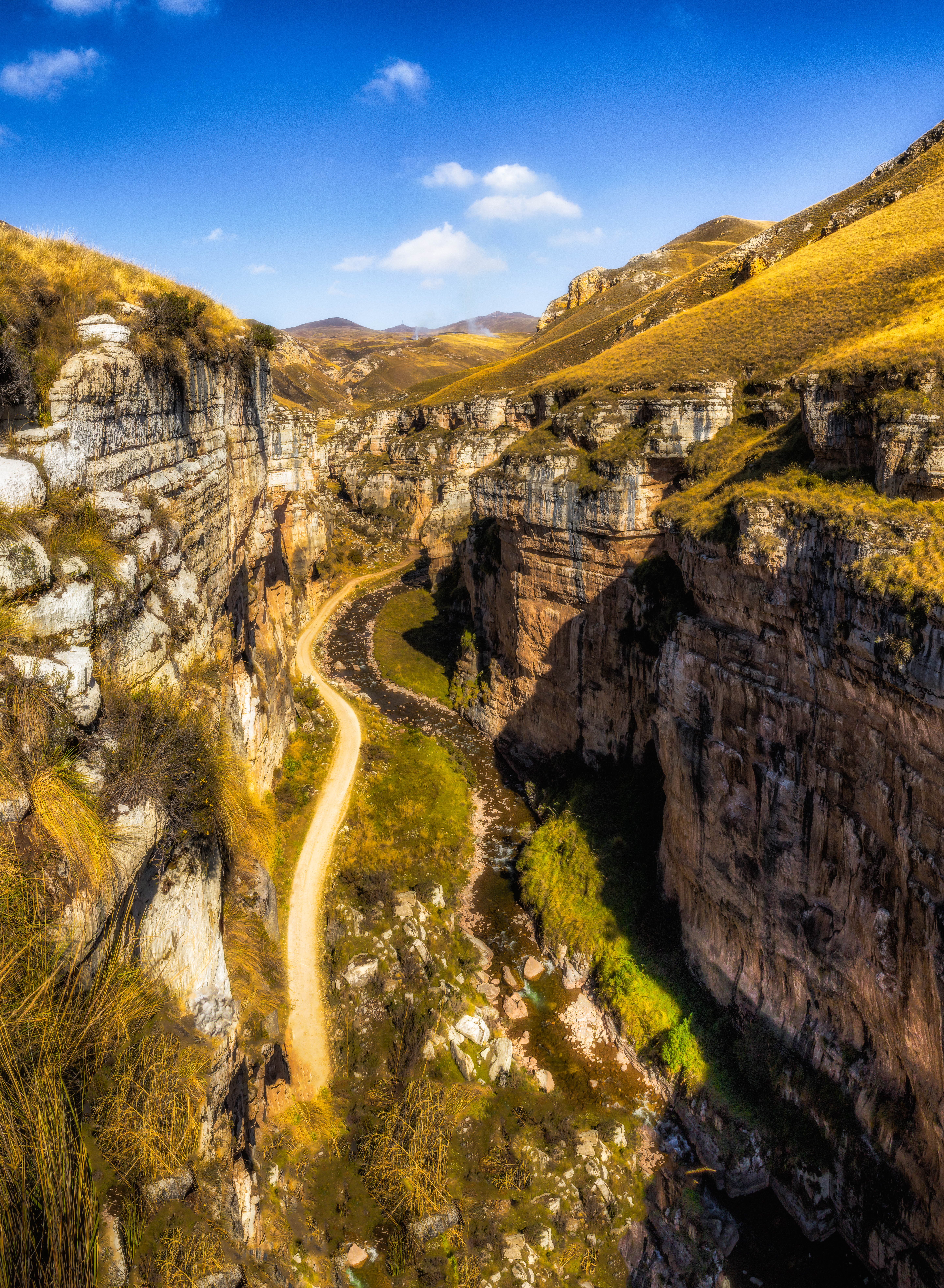
Cañón de Shujto en Jauja

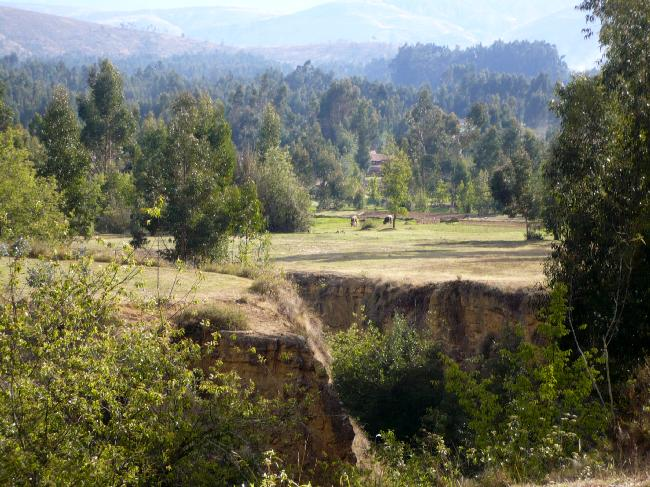
Campiña en Yauli, Jauja

### Festividades

#### Calendario turístico
- Primera semana de enero. La Huaconada, una añeja estampa de los sacerdotes del dios Kon, que como viejos sabios recorren el pueblo de Mito cuidando de las buenas costumbres e impartiendo justicia.[41] Una de las pocas danzas que no tiene motivo ni agrícola ni religioso y que además fue proclamada en 2010 como parte de la Lista representativa del Patrimonio Cultural Inmaterial de la Humanidad por la Unesco.[42]
- Carnavales. En cada pueblo sus habitantes participan en el tumbamonte o también conocido como cortamonte (llamado Yunza en la zona costeña), que consiste en la danza alrededor de un árbol (generalmente eucalipto) que ha sido previamente adornado con mantas, globos, serpentinas y objetos (canastas, baldes, juguetes, generalmente hechos de plástico). En Marco, cerca a Jauja, se puede presenciar el Carnaval Marqueño, que consiste en una danza muy particular de esta región, cuyo paso principal es dar saltos por cada pie según los intervalos de tiempo de la música. Cada barrio prepara a sus elencos que se enfrentan entre sí para demostrar quién baila mejor.
- 3 de marzo. Heroínas Toledo Conmemoración que se realiza en la provincia de Concepción para recordar el heroísmo de tres mujeres una madre y sus dos hijas llamabas Cleofé Ramos y María e Higinia Toledo,se enfrentaron a los realistas en el proceso de la Independencia del Perú en 1821, por ese horoísmo el libertador don José de San Martín las premió con la «medalla de vencedoras».[43][44]
- Semana Santa. Mucha devoción en cada una de las ciudades, con misas y procesiones. En Tarma es todo un acontecimiento; el santuario del Señor de Muruhuay es muy concurrido y su imagen sale en procesión recorriendo la ciudad que ha sido plenamente alfombrada con tapices de flores.
- 25 de abril. Día central por la fundación de Jauja. Durante la semana hay actividades artísticas, culturales, deportivas y sociales.
- Mayo. Festividades por Señor de Muruhuay en Acobamba.[41] Todo el mes miles de creyentes católicos llegan para rendir su homenaje. Hay misa cantada en quechua y procesión acompañada por bailarines y pandillas de Chonguinadas.
- 24 de julio. Fiesta del Santiago. Celebrada en todos los pueblos del Valle del Mantaro en homenaje el santo patrón. Todos gozan del baile del Santiago, comidas y bebidas durante 2 días.
- 6 de agosto. Batalla de Junín: Ceremonia oficial y desfile en el mismo lugar donde se realizó el penúltimo enfrentamiento entre los realistas y patriotas para más luego darse la capitulación final en Ayacucho.
- Del 11 al 14 de agosto. Fiestas en honor a Santa Clara de Asís y San Miguel Arcángel, patronos de Manzanares, en la provincia de Concepción.
- 30 de agosto. Fiesta de San Roque en los distritos de San Jerónimo de Tunán y Sincos, donde se demuestra mucha hospitalidad al visitante. En Ocopa se reparte el tradicional puchero, un plato a base de papa, col y carne de cerdo.
- 8 de septiembre. Virgen de Cocharcas. Festividad religiosa que se celebra en el distrito de Sapallanga durante una semana. En Orcotuna hay corrida de toros con la presencia de toreros de Lima pero, actualmente está suspendida todo referente a corrida de toros y, además de los otros encuentros como el de pelea de gallos, corrida de galgos, etc., en el que son exhibidos ante el público de manera que las ONGs y otras organizaciones en favor de animales vieran como algo positivo dejar de organizar eventos como eso porque el derecho a la vivencia también la tendrían esos seres.
- 24 de setiembre. Aniversario de la ciudad de La Merced, capital del distrito y la provincia de Chanchamayo. Fiesta en homenaje a la Virgen de las Mercedes.

### Música

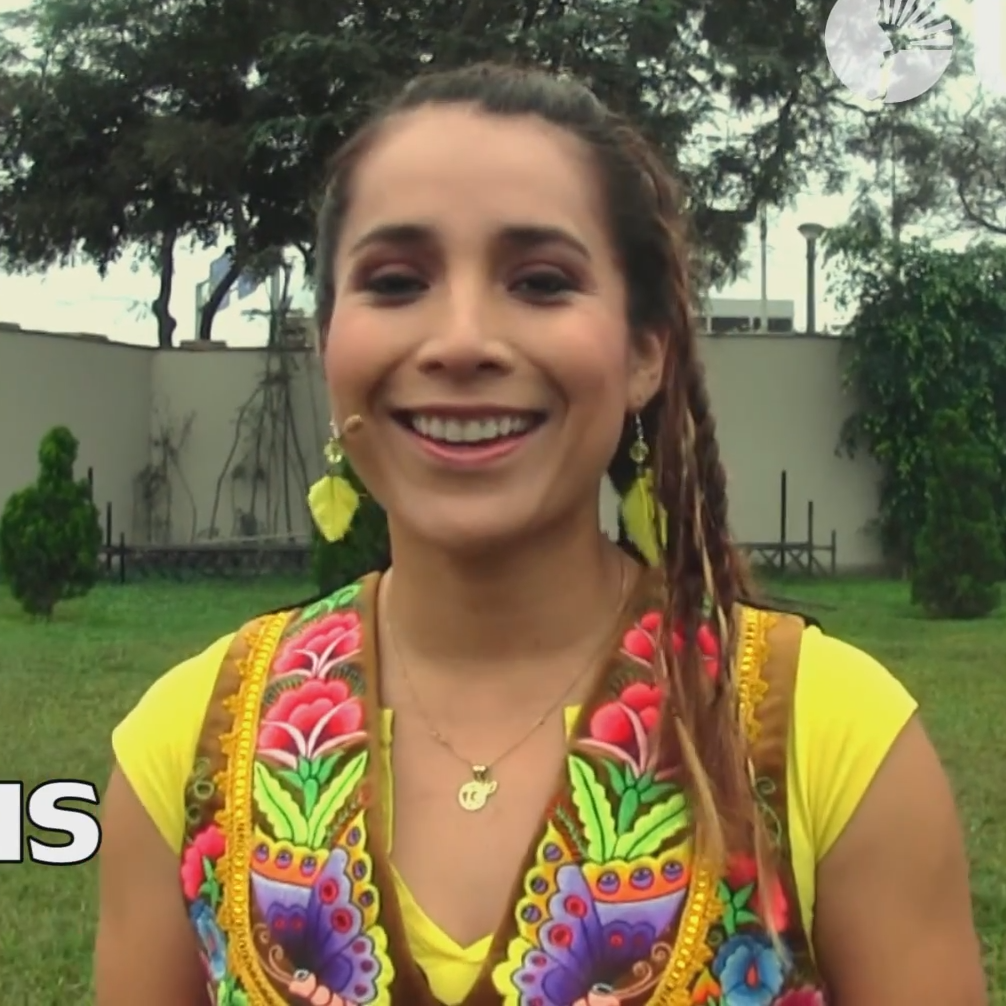
Dámaris es una de las exponentes de la música latinoamericana.

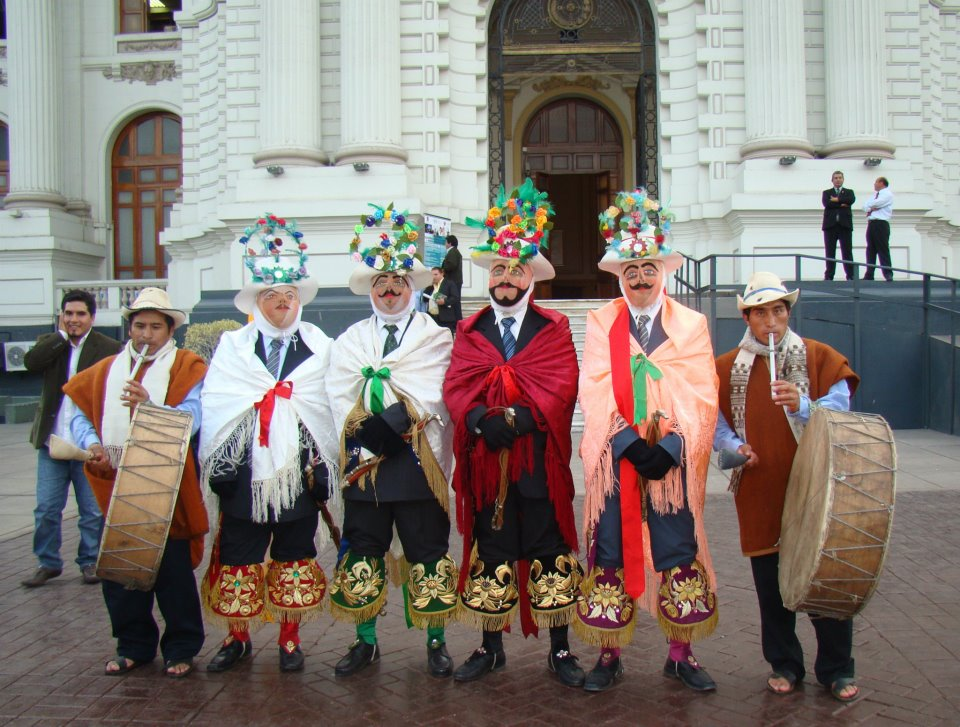
La tinya, instrumento desde la cultura huanca.

En lo que a música se refiere Junín siempre se caracterizó por demostrar la música autóctona, su gente apuesta por el legado de los antiguos habitantes del lugar.
Los principales cantantes del folklore andino son Alberto Gil Mallma más conocido como Picaflor de los Andes, Flor Pucarina, entre otros; en la actualidad artista como Dámaris, Amaranta y el grupo Olímpicos de Huancayo son los que muestran el sentir de cada rincón juninense.

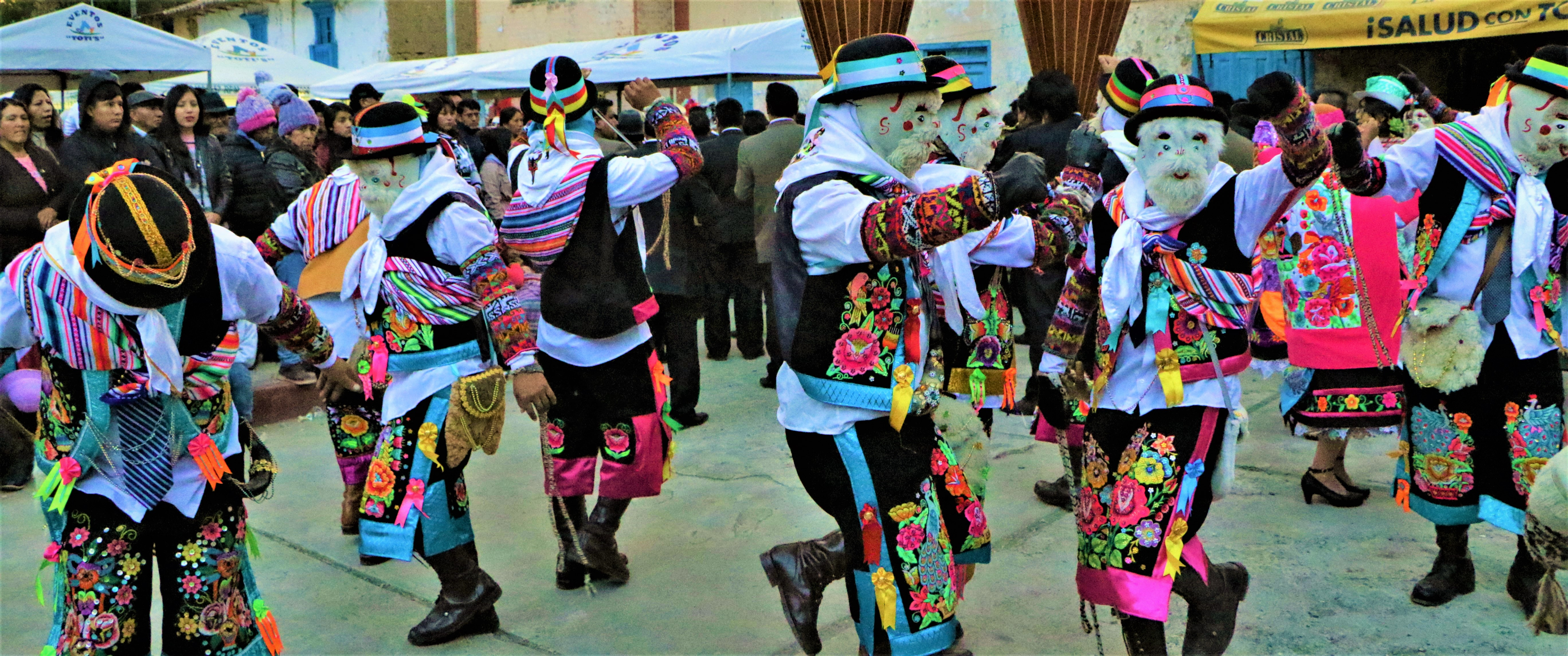
Folklore juninense, la tunantada, en la provincia de Jauja.

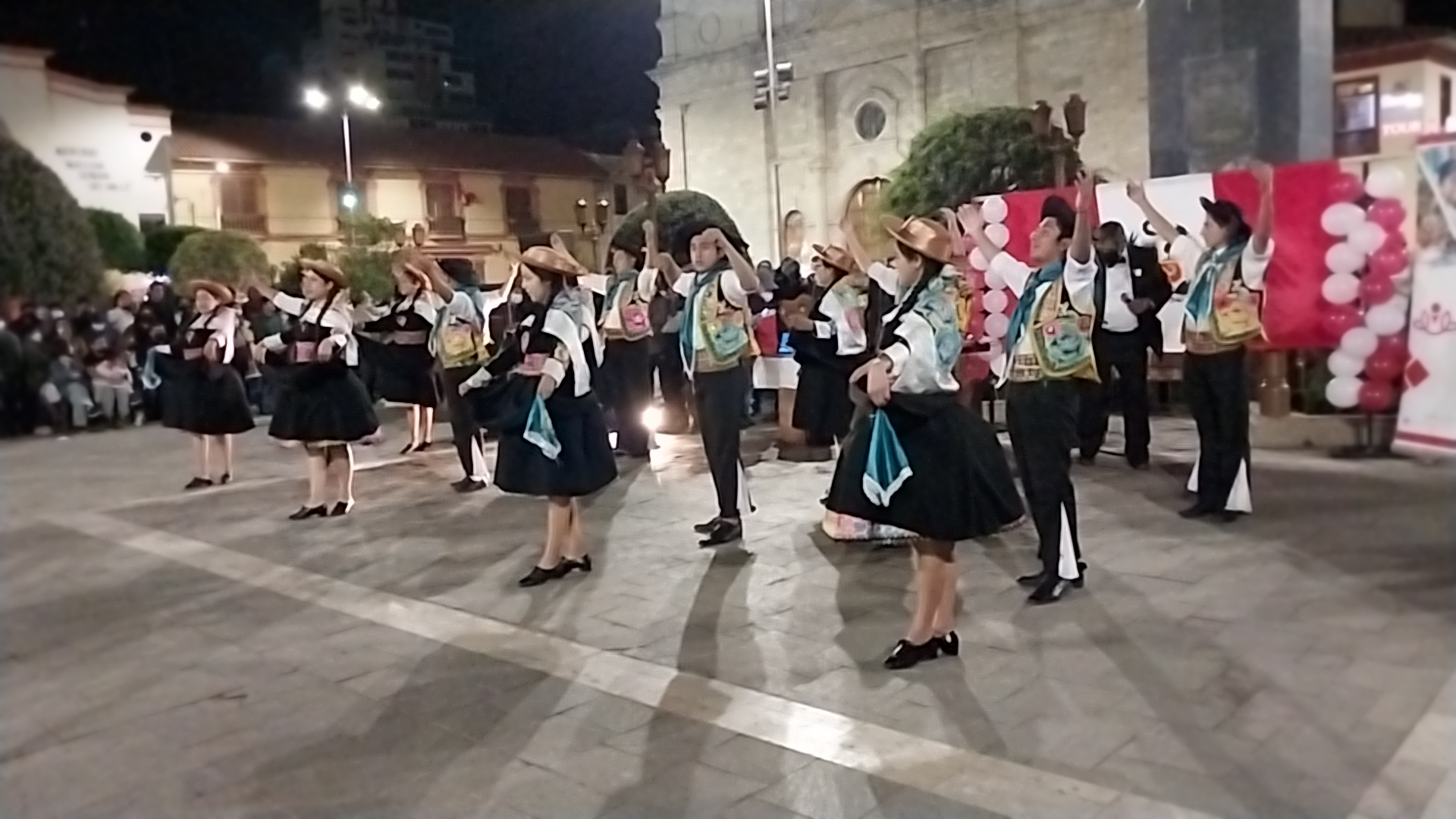
Folclore juninense, huaylarsh en Huancayo.

#### Danzas
- Chonguinada[46]
- Tunantada[47]
- Corcovados
- Jija de Paccha
- Morenada de Chongos Bajo
- Muliza jaujina
- Negritos de Huayre
- Quiulladanza
- Santiago
- Shapish de Chupaca
- Huaylegia[48]

### Gastronomía

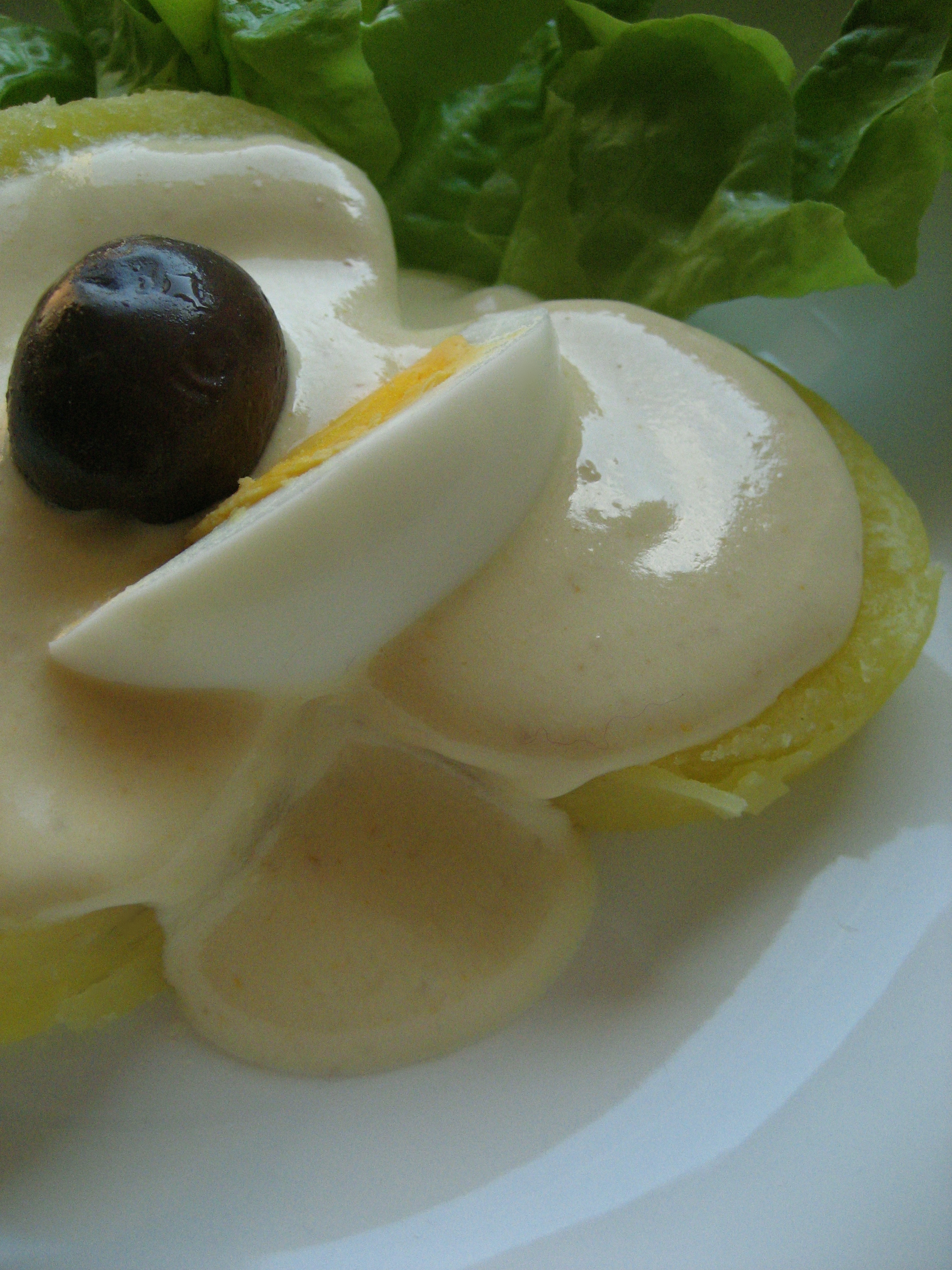
Papas a la huancaína.

El plato juninense más conocido en la gastronomía peruana es la papa a la huancaína, la cual se ha extendido por todo el país. Cabe recalcar que lo que se conoce hoy por hoy como Papa a la Huancaína ya es un plato criollo (de origen limeño), su antecedente data desde la época colonial, en que la mujer del ande secaba al sol el uchu (rocoto) y en un batán lo molía con queso fresco y lo servía sobre papas amarillas, oriundas de esta región. Con la llegada del ferrocarril en 1908, los organizadores del evento deciden que esta fecha debe tener un plato representativo y que fusione a Lima con Huancayo y es así como este plato se modifica hasta llegar a convertirse en lo que hoy conocemos como Papa a la Huancaína. También hay otros potajes que por su sazón original e ingredientes diferentes, son típicos.[cita requerida]
Destacan la pachamanca que se elabora con carne de cuy, alpaca y pato silvestre (actualmente se utiliza la carne de res, ovejas, conejo, cerdo, pollo, etc.) además que es la única pachamanca donde se consumen las humitas en el plato, el human caldo (caldo de cabeza de oveja/carnero) conocido como el Levanta Muertos,[cita requerida] la trucha frita, la patasca que es un plato afroandino que data de la época en que los negros esclavos llevaban sobre sus lomos la carga para la Capital Jauja y que fusiona el alimento milenario de los indios con las costumbres de los negros de comer las partes blandas de la res y cerdo en una suculenta y nutritiva sopa,[cita requerida] el yacu chupe sopita de verduras y queso fresco ideal para las mañanas frías, el picante de cuy, el carnero al palo (que la mejor preparación se encuentra en Concepción), el cuy y chicharrón colorado, el huallpa chupe que dista mucho del caldo de gallina limeño, la gallina tarmeña y el sancochado oroyino.[cita requerida]
Debemos recalcar que la "Huatia" es elaborado a base de la milenaria "Maca", en tiempos de cosecha, la entierran con piedras calientes en un tiempo determinado para su cocción y consumo. (Pachamanca De Maca), pero es común entre los pobladores de la altiplanicie de Junín prepararlo en cualquier fecha.[cita requerida]
Entre sus postres figuran la gelatina de pata, el dulce de melocotón, la mazamorra de oca (o de caya como le llaman en la región) y sus bizcochos en forma de guaguas (niños recién nacidos) más conocido como Tantawawa. y panes a base de papa.
Para beber existe la chicha de jora y el "calientito" (aguardiente mezclado con té) para el frío.
En la parte selvática de la Región Junín se tiene como bebida típica nativa al masato, bebida preparada a base de yuca (Cañiri) y camote (Koricha). Esta bebida es preparada en forma general por los nativos de la amazonía y los que perviven en la zona de Selva Central son los nativos Asháninkas, Amueshas, Piros, Nomatsiguengas, entre otros; así como el chapo, hecho de plátano. En cuanto a la comida, destaca los peces de río como la doncella, palometa y el paco, ya sea fritos o asados y acompañados con yuca o plátano. Lo mismo como los platos comunes de esa zona patarashca y tacacho.

### Museos
- Museo Salesiano Vicente Rasetto[55]
- Museo de la Memoria

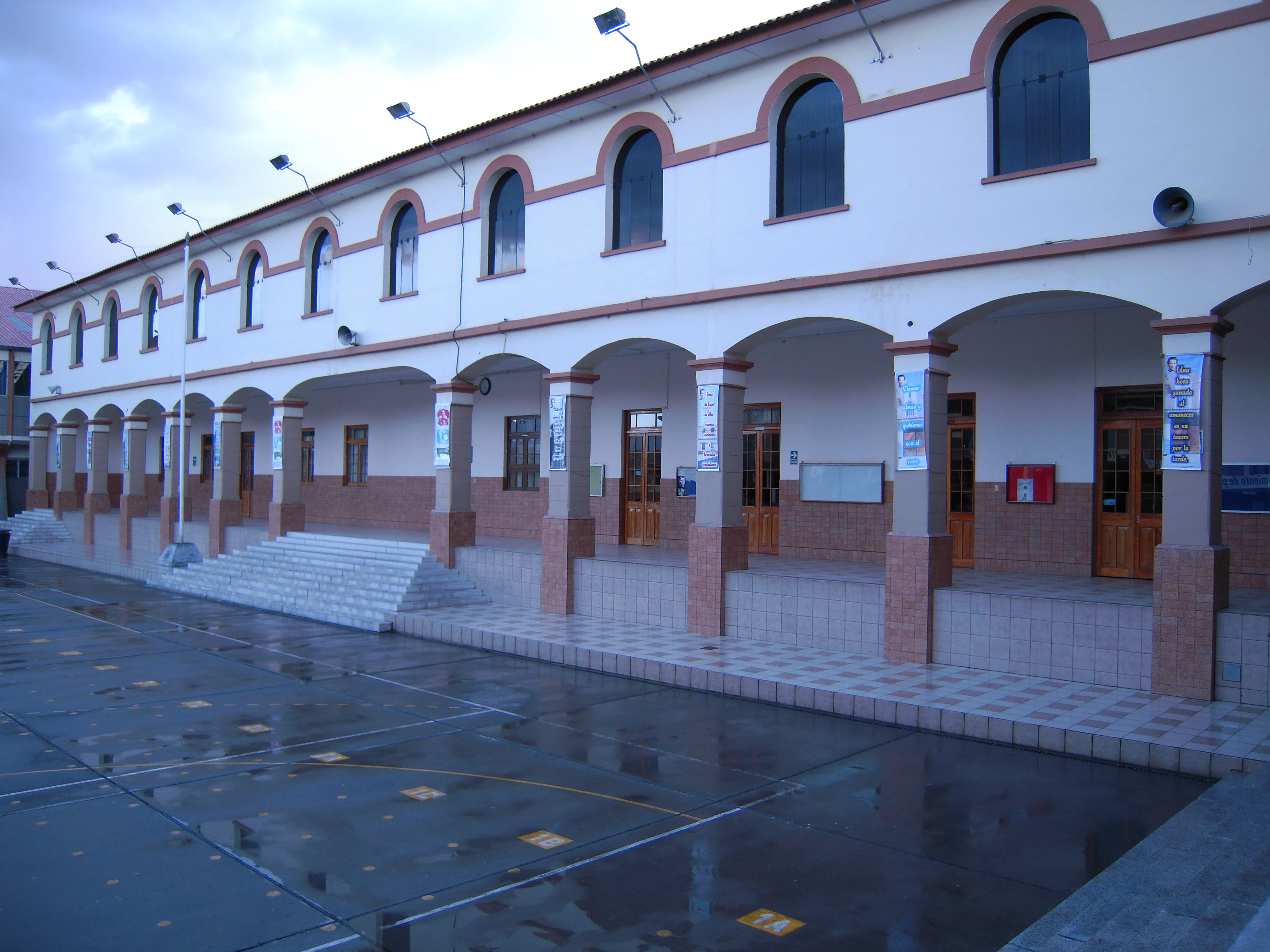
Museo Salesiano Vicente Rasetto en Huancayo.

- Museo y restos arqueológicos de Huarihuilca
- Museo Antropológico de la Cultura Andina - UNCP
- Museo Antropológico Catalina Huanca
- Museo municipal de Tarma
- Museo municipal de Jauja
- Museo de Chanchamayo

### Espacios públicos

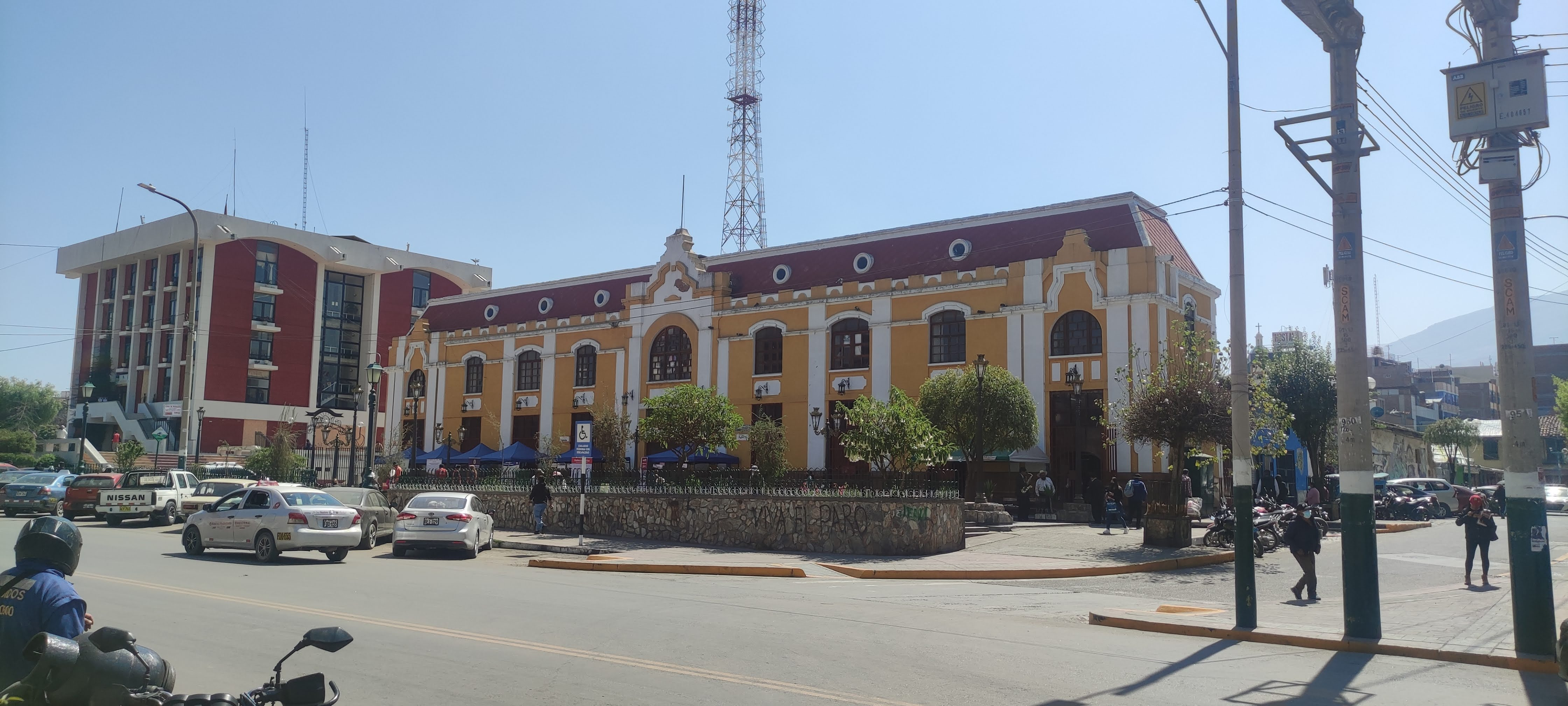
Coliseo municipal de Huancayo.

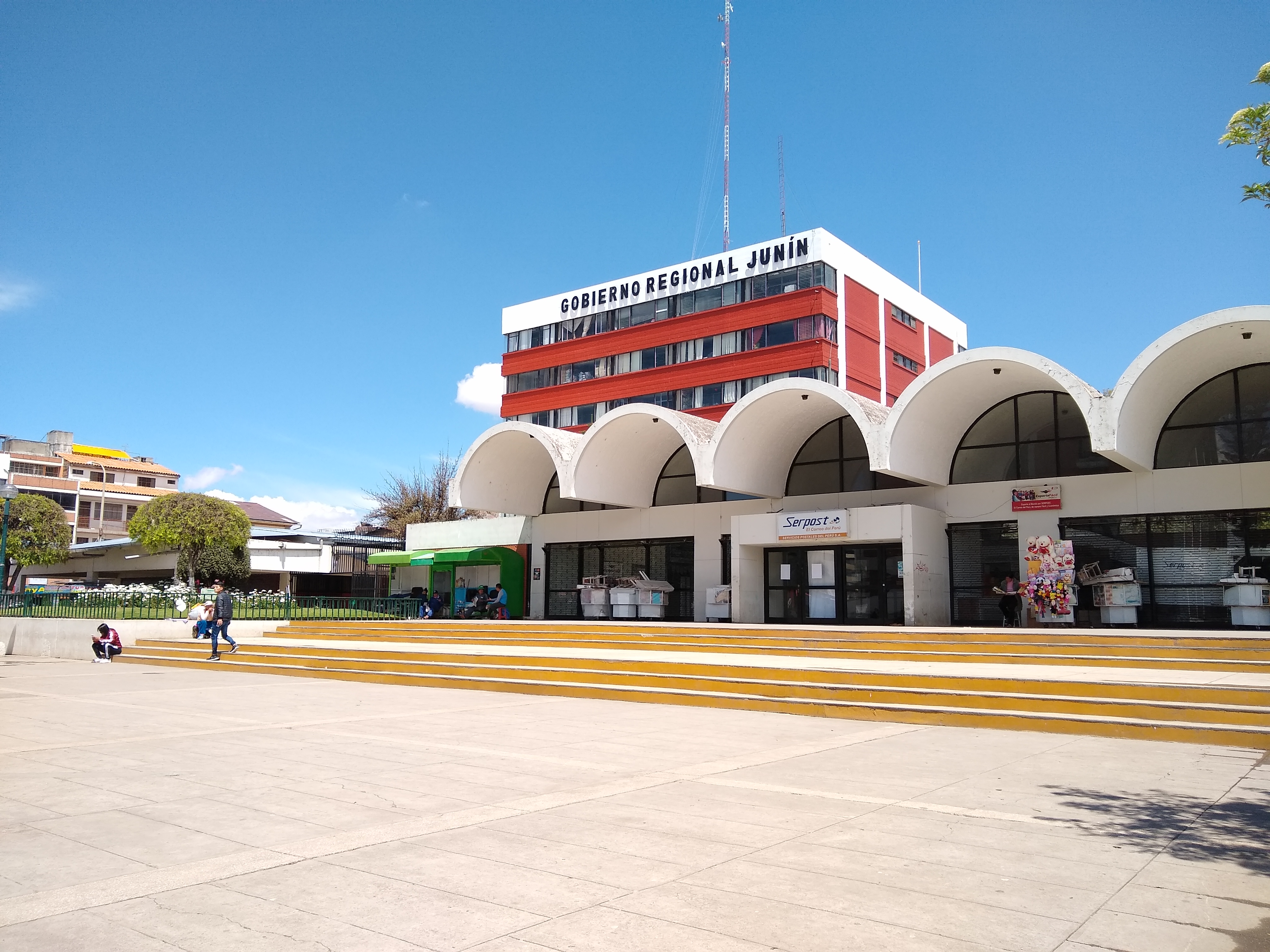
Centro Cívico de Huancayo y Gobierno Regional

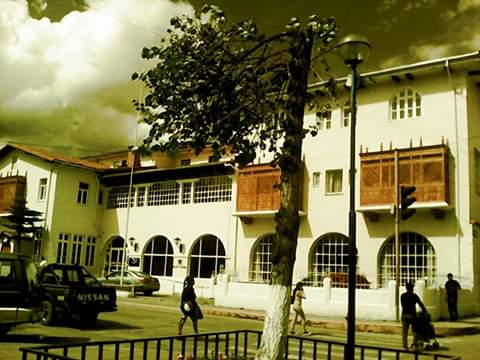
Hotel en la plaza Huamanmarca.

### Literatura

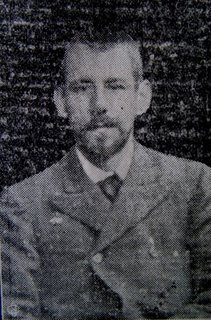
El limeño-tarmense Adolfo Vienrich es uno de los principales exponentes de la literatura quechua-castellana.

La literatura juninense parte de la cultura andina-wanka, literatura incaica o literatura tahuantinsuyana se caracterizó por ser oral como lo fueron los quechuas-wankas y recién desde la época de la conquista se pueden tener indicios de la literatura antigua como con Amaru Aranway. Pero con las lenguas momatsiguengas, amuéshas, piru, caquinte y otras ya extintas siguen siendo parte del contar de manera oral.

### Feria Internacional del libro
La Feria Internacional del Libro de Huancayo se realiza todos los años desde el 2009.

### Pintura
Destacan los pintores Wenceslao Hinostroza y Guillermo Guzmán Manzaneda.

### Deportes

#### Fútbol
El balompié juninense desde 1966 en que dio inicio con la Liga Departamental de Fútbol de Junín pocos clubes tuvieron la oportunidad de jugar en primera división del fútbol peruano como el reciente fundado Sport Huancayo que consiguió la Copa Perú en 2008 es el equipo que más veces participó en un torneo internacional como la Sudamericana y Libertadores de América. El ADT de Tarma es otro de los clubes de buenas temporadas en los años 80s y 90s para eso consiguió su primer título nacional de la Copa Perú en 1979; y después de 36 años de pelear por el ascenso en 2021 se consagró con la Copa Perú por segunda vez e ingresando a jugar la Liga 1 en 2022. Los clubes como Deportivo Junín, Club Sporting Huancayo y Deportivo Wanka también tienen unos historiales recargados como las buenas rachas en los momentos en que estuvieron en primera.
Lista de clubes más importantes del departamento de Junín:
| Instituciones deportivas de Junín | Instituciones deportivas de Junín | Instituciones deportivas de Junín | Instituciones deportivas de Junín | Instituciones deportivas de Junín | Instituciones deportivas de Junín |
| Escudo                            | Nombre del club                   | Ciudad                            | Fundación                         | Estadio                           | Liga                              |
| --------------------------------- | --------------------------------- | --------------------------------- | --------------------------------- | --------------------------------- | --------------------------------- |
|                                   | Huancayo Sporting Club            | Huancayo                          | 1911                              | Estadio Huancayo                  | Liga distrital                    |
|                                   | Deportivo Junín                   | Huancayo                          | 1962                              | Estadio Huancayo                  | Copa Perú                         |
|                                   | Sport Huancayo                    | Huancayo                          | 2007                              | Estadio Huancayo                  | Liga 1                            |
|                                   | AD Tarma                          | Tarma                             | 1929                              | Estadio Unión Tarma               | Liga 1                            |
|                                   | Deportivo Wanka                   | Huancayo                          | 1969                              | Estadio Huancayo                  | Distrital                         |

#### Atletismo
El deporte que más reconocimiento dio a Junín es el atletismo en ambas categorías. Del 2000 hasta hoy los hermanos Cristhian Pacheco y Raúl Pacheco al igual que Gladys Tejeda y Kimberly García han conseguido reconocimientos importantes para el Perú tanto en los Juegos Panamericanos o incluso en los Juegos Olímpicos. 

### Transporte

#### Terrestre

##### Carreteras
La principal vía de comunicación terrestre es la Carretera Central (PE-22) que conecta la capital de la República, Lima, con las provincias de sierra y selva del departamento, también siendo un punto de paso para aquellos viajando hacia Huancavelica, Pasco o Huanuco.
Hay varias carreteras que se extienden hacia la selva, tal como la Carretera Marginal (PE-5) que viaja a través de la selva hasta Puerto Prado en la provincia de Satipo.
O también pasa por el departamento el Eje longitudinal de la sierra (PE-3) que pasa desde orillas del Lago Junín saliendo de Pasco, hasta por el Valle del Mantaro de norte a sur en dirección a Huancavelica.

##### Ferrocarril
El departamento cuenta con el Ferrocarril Central del Perú que conecta la ciudad de Huancayo con la ciudad de Lima y Huancavelica. Actualmente las funciones de este ferrocarril se limitan a transporte de carga. Si bien hay planes de rehabilitar el transporte de pasajeros, principalmente desde la ciudad de Huancayo a Huancavelica y hacia Lima en algunas fechas especiales.
También hay planes para modernizar el tren de Huancayo a Huancavelica, promovido por Proinversión y ejecutado por el MTC.

#### Aéreo
El departamento recibe vuelos comerciales diariamente en el Aeropuerto Francisco Carlé ubicado en la ciudad de Jauja.
Adicionalmente existe el Aeródromo Capitán FAP Leonardo Alvariño Herr en la ciudad de San Ramón, provincia de Chanchamayo, pero no recibe vuelos comerciales. Asimismo existen cuatro aeródromos autorizados en la provincia de Satipo. Cutivireni y Helipuerto Mapi en el distrito de Río Tambo, Los misioneros en el distrito de Satipo y Mazamari en el distrito homónimo.